# Sulechowo (przystanek kolejowy)
Sulechowo – zlikwidowany przystanek Sławieńskiej Kolei Powiatowej w Sulechowie w województwie zachodniopomorskim, w Polsce. Przystanek został zlikwidowany w kwietniu 1945 roku.